# Espeleoturismo

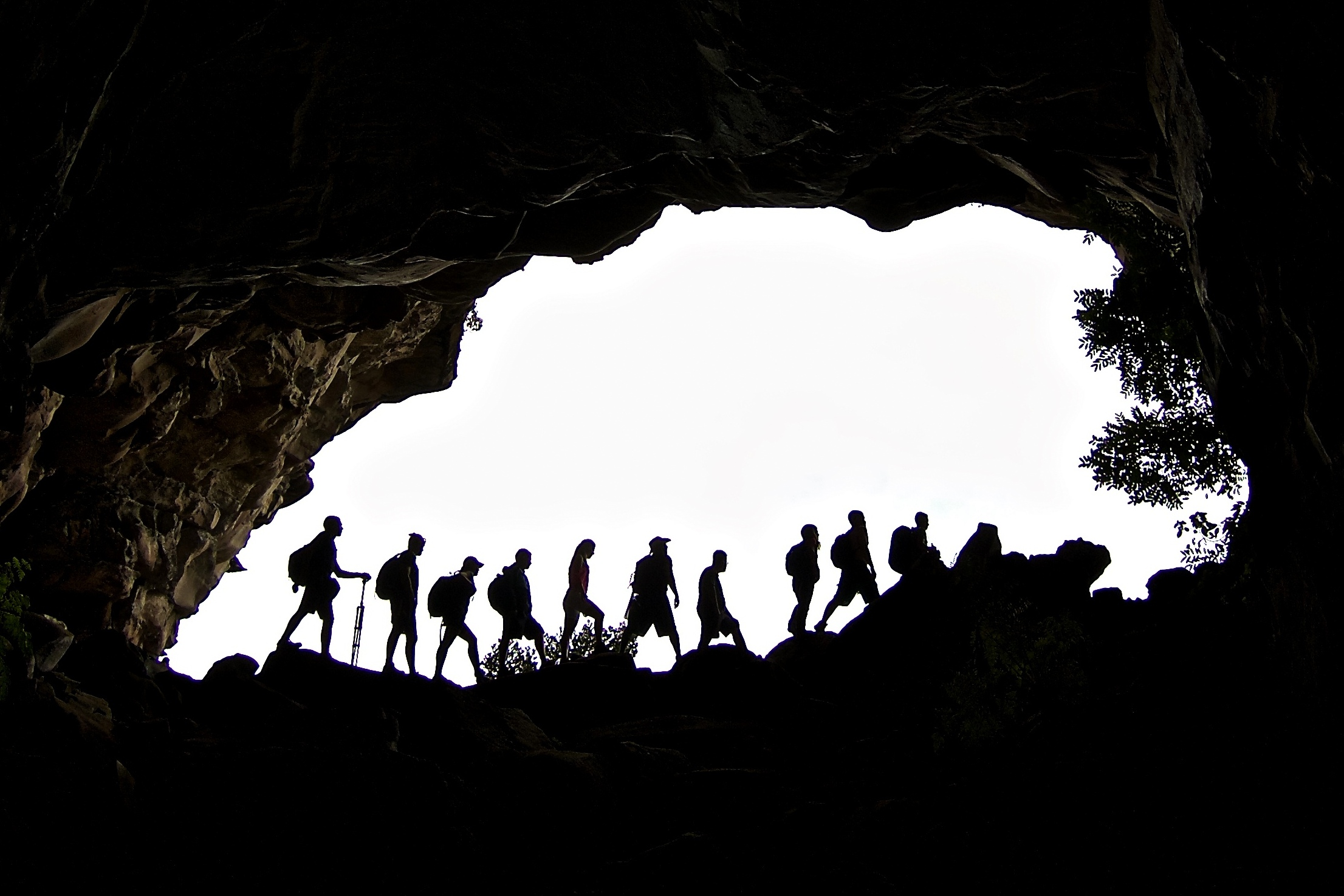
Turistas numa das grutas da Chapada Diamantina, na Bahia

Espeleoturismo é a exploração turística de cavernas. A atividade de exploração turística de cavernas surgiu em definitivo somente no século XIX, por meio do francês Edouard Alfred Martel (1859-1938), considerado o pai da Espeleologia, que foi o responsável pelo desenvolvimento e divulgação deste estudo.
As cavernas são as formas de relevo mais conhecidas das paisagens cársticas e  possibilitam a realização de inúmeras atividades turísticas, destinadas a diversos  públicos. Desta forma, surgem inúmeras práticas turísticas que caracterizam a atividade do espeleoturismo como de um segmento turístico de grande potencial e consolidada no mercado, tendo como base o Ecoturismo. 
"O espeleoturismo busca nas técnicas de planejamento e manejo mecanismos que permitem a diluição das suas conseqüências negativas, por meio dos métodos de controle de visitação. Estes, baseados em procedimentos técnicos e científicos, visam à proposição de soluções
como o zoneamento ambiental e a capacidade de suporte turístico-ambiental. (Moretti, 2009, p. 159)

## Espeleoturismo no Brasil
Conceituado pela ABNT NBR 15503:2008 (Turismo de aventura - Espeleoturismo de aventura - Requisitos para produto) o espeleoturismo se trata das atividades desenvolvidas em cavernas, ofertadas de maneira comercial, de finalidade turística e caráter recreativo. Segundo o Instituto Chico Mendes de conservação da Biodiversidade - ICMBio (2014), a mesma caverna pode abrigar inúmeros perfis de uso, cabendo aos planejadores turísticos a transformação de oportunidades em produtos. Assim,  as oportunidades de recreação  associadas a estas paisagens são muitas, podendo ser possibilidades contemplativas, educacional, de aventura, místico/religioso, dentre outros.
O Brasil possui um amplo campo para a prática do espeleoturismo. O Cadastro Nacional de Cavernas (CNC), mantido pela Sociedade Brasileira de Espeleologia (SBE), conta atualmente com mais de cinco mil cavernas cadastradas, embora existam inúmeras cavernas  a serem descobertas (SBE, 2015). Nesse sentido, diversas regiões do Brasil já possuem significativo fluxo turístico de visitação de cavernas e paisagens cársticas, o que possibilitou o surgimento de  diversos de serviços de receptivo especializados, de maneira a atender às especificidades do espeleoturismo. Dentre os principais destinos turísticos deste segmento no Brasil, destaca-se (Lobo, 2010):
- Serra da Bodoquena em Mato Grosso do Sul: com amplo uso das paisagens cársticas para o turismo, como a flutuação e o mergulho nos rios e nascentes; a visitação em colinas como o buraco das Araras (Jardim); a visitação em cavidades naturais como as grutas do Lago Azul e o abismo Anhumas (Bonito);
- Circuito das Cavernas em São Paulo: com a visitação de cavernas nos municípios de Eldorado, Iporanga, Apaí, Ribeirão Grande e Guapiara e atividades de espeleoturismo vertical, que consiste na exploração de cavernas verticais, com equipamentos específicos para iluminação e progressão em corda.
- Circuito das Grutas em Minas Gerais: visitação as grutas de Maquiné (Cordisburgo), Rei do Mato (Sete Lagoas) e da Lapinha (Lagoa Santa);
- Parque Nacional de Ubajara no Ceará: com atividades ligadas à trilhas para cachoeiras e mirantes que possibilitam uma visão ampliada da paisagem e visitação de cavernas.
- Parque Estadual de Terra Ronca em Goiás: com visitacão à Na lapa de Terra Ronca I, Lapa da Angélica e Lapa de São Mateus; tem destaque o espeleoturismo religioso.
- Parque Estadual de Vila Velha no Paraná: com visitação na Furna I, lagoa Dourada, furna assoreada povoada por diversas espécies de peixes e que, em alguns horários do dia, apresenta reflexos do sol em sua lâmina d’água.